# Haie greifen an
Haie greifen an (Originaltitel: The Sharkfighters) ist ein halbdokumentarischer US-amerikanischer Spielfilm von Jerry Hopper aus dem Jahr 1956. Das Drehbuch verfasste Lawrence Roman. Die Hauptrollen sind mit Victor Mature, James Olson, Claude Akins und Philip Coolidge besetzt. In den USA konnte man den Film erstmals am 17. November 1956 auf der Leinwand sehen, in der Bundesrepublik erst am 19. April 1957.

## Handlung
Der Film spielt im Kriegsjahr 1942. Immer wieder werden Piloten, die über dem Meer abgeschossen worden sind, von Haifischen tödlich verletzt. Um diesem Übel abzuhelfen, hat die amerikanische Marine eine Projektgruppe gebildet, die ein chemisches Abwehrmittel gegen angreifende Haie entwickeln und vor der Küste Kubas testen soll. Leiter der Gruppe ist Commander Ben Staves. Seine Mitarbeiter sind Leutnant Leonard Evans, der junge Chemiker Harold Duncan, der See- und Kameramann Gordy Gordon und Carlos, der als „Mädchen für alles“ fungiert. Der erste Versuch mit einem schwachen Kupfer-Azetat bringt nicht die gewünschte Wirkung. Erfolgreicher dagegen ist eine konzentriertere Lösung. Als Staves sich gerade anschickt, darüber einen Bericht an seine vorgesetzte Behörde zu verfassen, stürzt Carlos ins Wasser, wird gleich von einem Hai angegriffen, und das sofort eingesetzte Abwehrmittel vermag ihn nicht mehr zu retten. Aus diesem Vorkommnis zieht Staves den Schluss, dass ein neuer Versuch nur mit einem lebenden Menschen unternommen werden sollte. Daher bittet er seine vorgesetzte Behörde, ihm zwei Scharfschützen zur Verfügung zu stellen; er selbst werde als Köder fungieren. Die Marine bewilligt zwar die beiden Scharfschützen, lehnt im Übrigen aber das Ersuchen ab.
Für den neuen Test wird dem Kupfer-Azetat ein Stoff beigemischt, wie ihn die Tintenfische verspritzen, wenn sie angegriffen werden. Gegen den Willen seiner Vorgesetzten begibt sich Stave ins Wasser, und schon schwimmt ein Hai auf ihn zu. Einer der Scharfschützen verliert die Nerven und schießt. Sofort stürzen sich die anderen Haie auf das blutende Tier und zerfleischen es. Als einer der Haie Staves’ Sicherungsleine angreift, gelingt es diesem, das Tier mit einem Messer unschädlich zu machen. Darauf wird das neue Abwehrmittel in die See gespritzt – und diesmal wirkt es. Im Bewusstsein, dass das Experiment geglückt ist, schwimmt Stave zum Schiff zurück.

## Kritik
Das Lexikon des internationalen Films zieht folgendes Fazit: „Dokumentarischer Spielfilm mit Actionszenen und vorwiegend abenteuerlicher Spannung.“ Tierhorror.de urteilt: „Dieser eher dokumentarische Spielfilm basiert auf Forschungsergebnissen des amerikanischen Militärs. Die Rolle des Ben Staves wird von Viktor Mature hervorragend verkörpert. (…) Auch wenn es kein Horrorfilm ist, gibt es etliche schöne Haiaufnahmen und Angriffe (…).“
Der TVGuide bescheinigte „wenig Aufregendes“ Der nicht sehr geforderte Mature spiele angemessen in einem der Filme, bei denen es eigentlich egal sei, welcher Actiondarsteller seinen wohlgeformten Oberkörper in die Kamera halte, meinte James McKay.

## Quelle
- Programm zum Film: Das Neue Film-Programm, erschienen im gleichnamigen Verlag, Mannheim, ohne Nummernangabe